# Melaneros sollemnitex
Melaneros sollemnitex is een keversoort uit de familie netschildkevers (Lycidae). De wetenschappelijke naam van de soort werd in 1997 gepubliceerd door Milada Bocáková.